# Свети Йоан XXIII (София)
„Свети Йоан XXIII“ е католическа източнокатолическа църква в българската столица София, ректорален храм на Софийската епархия. Църквата е част от Евхаристинския манастир.

## История на храма
Апостолическият делегат в България Анджело Ронкали, по-късно избран за папа Йоан XXIII, закупува мястото, на което сега се намира днешната църква, през 30-те години на XX век. Неговата мечта, малката католическа общност на сестрите евхаристинки да има свой храм, не е могла да се реализира поради настъпилите политически промени в България през 40-те години.
Папа Йоан-Павел II го провъзгласява за блажен на 3 септември 2000 г. Само седем месеца след това на 25 април 2001 г., e направена първа копка на новата църква в двора на манастира на сестрите от монашеска общност на евхаристинките. Първият камък на храма е благословен от епископ Христо Пройков, в съслужение на тогавашния апостолическия нунции архиепископ Антонио Менини. На мястото на бъдещия олтар е положен камък от родното място на светеца, подарен от монсиньор Лорис Капувила, неговия някогашен секретар. В мястото под олтар е положен и документ, който в деня на богословието подписаха епископ Христо Пройков, архиепископ Антонио Менини и настоятелката на сестрите от монашеска общност сестри евхаристинки сестра Агнеса Славова. 
Църквата се намира в София (в кв. Овча купел). Тя е разположена на 412 кв. м. площ с капацитет от 200 седящи места. Автори на проекта са архитектите Добрина и Светослав Димови. Храмът е открит на 22 октомври 2005 г.
Храмов празник – 11 октомври.